# Campeonato Sul-Americano de Basquetebol Feminino de 1946
O Campeonato Sul-Americano de Basquetebol Feminino de 1946 foi a primeira competição feminina de basquete entre nações disputada no continente sul-americano. Realizada entre os dia 10 e 22 de maio de 1946 em  Santiago no Chile com a presença de quatro países, incluindo o representante do país sede.
O anfitrião Chile foi o primeiro campeão do torneio e de forma invicta, e com apenas uma derrota o Brasil assegurou a prata e a Argentina completou o pódio.

## Equipes participantes
As equipes que participaram desta edição foram:
- Argentina
- Bolivia
- Brasil
- Chile

## Fórmula de disputa
As quatro equipes reunidas em um só grupo jogaram entre si em turno único, sagrando-se campeã a equipe com maior número de pontos.

## Resultados
Os resultados do quadrangular continental foram:
|  |  | Chile | 46–34 | Brasil |  |  |  |

|  |  | Chile | 54–28 | Argentina |  |  |  |

|  |  | Chile | 62–38 | Bolivia |  |  |  |

|  |  | Brasil | 37–22 | Argentina |  |  |  |

|  |  | Brasil | 42–23 | Bolivia |  |  |  |

|  |  | Argentina | 28–26 | Bolivia |  |  |  |

### Fase única
A pontuação obtida por cada seleção foi:
| Posição | País      | PG | V | D | PF  | PC  | Saldo |
| ------- | --------- | -- | - | - | --- | --- | ----- |
| 1       | Chile     | 6  | 3 | 0 | 162 | 100 | +62   |
| 2       | Brasil    | 5  | 2 | 1 | 113 | 91  | +22   |
| 3       | Argentina | 4  | 1 | 2 | 78  | 117 | -39   |
| 3       | Bolivia   | 3  | 0 | 3 | 87  | 132 | -45   |

## Classificação final
1. Chile
2. Brasil
3. Argentina
4. Bolivia